# A Hard Road
《A Hard Road》는 1967년 2월 17일에 발매된 존 메이올 & 더 블루스브레이커스의 세 번째 음반이다. 리드 기타에 피터 그린, 베이스에 존 맥비, 드럼에 앤슬리 던바, 색소폰에 존 아몬드 등이 참여한다. 5번, 7번, 13번 트랙은 앨런 스키드모어와 레이 월리의 호른 부분을 특징으로 한다. 피터 그린은 〈You Don't Love Me〉와 〈The Same Way〉에서 리드 보컬을 맡고 있다.
이 음반은 영국 음반 차트 8위에 올랐는데, 이는 각각 3위와 6위에 오른 《Bare Wires》와 《Blues Breakers with Eric Clapton》에 이어 메이올의 세 번째로 큰 차트이다.
커버 아트와 오리지널 LP 소매 디자인은 메이올이 맡았다. 2003년과 2006년에 이 음반의 두 가지 다른 확장 버전이 발매되었다.

## 평가
| 전문가 평가                           | 전문가 평가       |
| 평가 점수                             | 평가 점수         |
| 출처                                  | 점수              |
| ------------------------------------- | ----------------- |
| Allmusic                              | [ 1 ]             |
| Rolling Stone                         | (Highly Positive) |
| Encyclopedia of Popular Music         | [ 4 ]             |
| Living Blues                          | (Positive)        |
| About.com                             | [ 6 ]             |
| The Penguin Guide to Blues Recordings | [ 7 ]             |

음반에 대한 반응은 대부분 긍정적이었고, 많은 이들이 그린의 기타 연주를 칭찬했다. 팀 록은 이 음반을 "역대 영국 블루스 록 음반 톱 30"에서 14점으로 평가했다. 2003년과 2006년에 재발매된 두 장의 음반은 1966년부터 1971년까지 존 메이올의 블루스브레이커스에 그가 기여한 모든 피터 그린 스튜디오를 정리했다. 2006년 리마스터(〈Evil Woman Blues〉 제외)에서 누락된 보너스 곡들은 다음 블루스브레이커스 스튜디오 음반인 〈Crusade〉와 〈Bare Wires〉의 리마스터드 버전에 수록되었다.

## 곡 목록
모든 곡들은 특별한 언급이 없는 한 존 메이올에 의해 작사/작곡하였다.
| #  | 제목                   | 작사·작곡            | 재생 시간 |
| -- | ---------------------- | -------------------- | --------- |
| 1. | 〈A Hard Road〉        |                      | 3:12      |
| 2. | 〈It's Over〉          |                      | 2:51      |
| 3. | 〈You Don't Love Me〉  | 윌리 콥스            | 2:50      |
| 4. | 〈The Stumble〉        | 프레디 킹, 소니 톰슨 | 2:54      |
| 5. | 〈Another Kinda Love〉 |                      | 3:06      |
| 6. | 〈Hit the Highway〉    |                      | 2:17      |
| 7. | 〈Leaping Christine〉  |                      | 2:25      |

| #  | 제목                                        | 작사·작곡                | 재생 시간 |
| -- | ------------------------------------------- | ------------------------ | --------- |
| 1. | 〈Dust My Blues〉                           | 엘모어 제임스, 조 조세아 | 2:50      |
| 2. | 〈There's Always Work〉                     |                          | 1:38      |
| 3. | 〈The Same Way〉                            | 피터 그린                | 2:11      |
| 4. | 〈The Supernatural〉                        | 그린                     | 2:57      |
| 5. | 〈Top of the Hil〉                          |                          | 2:40      |
| 6. | 〈Someday After a While (You'll Be Sorry)〉 | 킹, 톰슨                 | 3:02      |
| 7. | 〈Living Alone〉                            |                          | 2:23      |